# Rent (album)
Rent (Original Broadway Cast Recording) è un cd musicale tratto dal musical Rent, vincitore del Tony Award e del Premio Pulitzer. È prodotto dalla DreamWorks Records con musica e testi di Jonathan Larson. L'album è composto da due dischi ed è una collezione di tutte le canzoni del musical; alcuni piccoli segmenti della narrazione e di dialogo dello spettacolo non sono inclusi nella registrazione. La raccolta si chiude con un riarrangiamento inciso in studio della canzone "Seasons of Love" eseguita da Stevie Wonder. L'album fu inciso dal cast originale di "RENT" a Broadway e fu pubblicato il 27 agosto 1996. Un secondo album monodisco fu pubblicato nel 1999 consistente in un "best of" eseguito dal cast originale.

## Lista tracce

### Original Broadway Cast Recording
Disco Uno:
1. Tune Up #1 - Anthony Rapp, Adam Pascal
2. Voice Mail #1 - Kristen Lee Kelly
3. Tune Up #2 - Anthony Rapp, Adam Pascal
4. Rent - Anthony Rapp, Adam Pascal, Daphne Rubin-Vega, Jesse L. Martin, Wilson Jermaine Heredia, Idina Menzel, Fredi Walker, Taye Diggs
5. You Okay Honey? - Wilson Jermaine Heredia, Jesse L. Martin
6. Tune Up #3 - Anthony Rapp, Adam Pascal
7. One Song Glory - Adam Pascal
8. Light My Candle - Adam Pascal, Daphne Rubin-Vega
9. Voice Mail #2 - Byron Utley, Gwen Stewart
10. Today 4 U - Wilson Jermaine Heredia, Jesse L. Martin, Anthony Rapp, Adam Pascal
11. You'll See - Taye Diggs, Adam Pascal, Anthony Rapp, Wilson Jermaine Heredia, Jesse L. Martin
12. Tango: Maureen - Anthony Rapp, Fredi Walker
13. Life Support - Wilson Jermaine Heredia, Jesse L. Martin, Anthony Rapp, Adam Pascal, Gilles Chiasson, Timothy Britten Parker, Rodney Hicks
14. Out Tonight - Daphne Rubin-Vega
15. Another Day - Adam Pascal, Daphne Rubin-Vega
16. Will I? - Gilles Chiasson, Wilson Jermaine Heredia, Jesse L. Martin, Anthony Rapp, Adam Pascal
17. On The Street - Anthony Rapp, Wilson Jermaine Heredia
18. Santa Fe - Wilson Jermaine Heredia, Jesse L. Martin, Anthony Rapp, Adam Pascal
19. I'll Cover You - Wilson Jermaine Heredia, Jesse L. Martin
20. We're Okay - Fredi Walker
21. Christmas Bells - Jesse L. Martin, Wilson Jermaine Heredia, Anthony Rapp, Adam Pascal, Daphne Rubin-Vega, Taye Diggs, Idina Menzel
22. Over The Moon - Idina Menzel
23. La Vie Boheme - Anthony Rapp, Adam Pascal, Daphne Rubin-Vega, Jesse L. Martin, Wilson Jermaine Heredia, Idina Menzel, Fredi Walker, Taye Diggs
24. I Should Tell You - Adam Pascal, Daphne Rubin-Vega
25. La Vie Boheme B - Anthony Rapp, Adam Pascal, Daphne Rubin-Vega, Jesse L. Martin, Wilson Jermaine Heredia, Idina Menzel, Fredi Walker

Disco Due:
1. Seasons of Love - Anthony Rapp, Adam Pascal, Daphne Rubin-Vega, Jesse L. Martin, Wilson Jermaine Heredia, Idina Menzel, Fredi Walker, Taye Diggs, Gwen Stewart, Byron Utley
2. Happy New Year A - Daphne Rubin-Vega, Adam Pascal, Anthony Rapp, Idina Menzel, Fredi Walker, Jesse L. Martin, Wilson Jermaine Heredia
3. Voice Mail #3 - Kristen Lee Kelly, Aiko Nakasone
4. Happy New Year B - Idina Menzel, Fredi Walker, Anthony Rapp, Taye Diggs, Adam Pascal, Daphne Rubin-Vega, Wilson Jermaine Heredia, Jesse L. Martin
5. Take Me Or Leave Me - Idina Menzel, Fredi Walker
6. Seasons of Love B - Anthony Rapp, Adam Pascal, Daphne Rubin-Vega, Jesse L. Martin, Wilson Jermaine Heredia, Idina Menzel, Fredi Walker, Taye Diggs
7. Without You - Daphne Rubin-Vega, Adam Pascal
8. Voice Mail #4 - Aiko Nakasone
9. Contact - Anthony Rapp, Adam Pascal, Daphne Rubin-Vega, Jesse L. Martin, Wilson Jermaine Heredia, Idina Menzel, Fredi Walker
10. I'll Cover You (Reprise) - Jesse L. Martin, Fredi Walker, Anthony Rapp, Adam Pascal, Idina Menzel, Daphne Rubin-Vega, Taye Diggs
11. Halloween - Anthony Rapp
12. Goodbye Love - Daphne Rubin-Vega, Adam Pascal, Taye Diggs, Idina Menzel, Fredi Walker, Anthony Rapp, Jesse L. Martin
13. What You Own - Anthony Rapp, Adam Pascal
14. Voice Mail #5 - Aiko Nakasone, Byron Utley, Kristen Lee Kelly
15. Finale A - Anthony Rapp, Adam Pascal, Jesse L. Martin, Idina Menzel, Daphne Rubin-Vega, Fredi Walker
16. Your Eyes - Adam Pascal
17. Finale B - Daphne Rubin-Vega, Adam Pascal, Fredi Walker, Idina Menzel, Jesse L. Martin, Anthony Rapp
18. Seasons of Love - Stevie Wonder, Anthony Rapp, Adam Pascal, Daphne Rubin-Vega, Jesse L. Martin, Wilson Jermaine Heredia, Idina Menzel, Fredi Walker, Taye Diggs

### The Best of Rent: Highlights From The Original Cast Album
1. Rent - Anthony Rapp, Adam Pascal, Daphne Rubin-Vega, Jesse L. Martin, Wilson Jermaine Heredia, Idina Menzel, Fredi Walker, Taye Diggs
2. One Song Glory - Adam Pascal
3. Light My Candle - Adam Pascal, Daphne Rubin-Vega
4. Today 4 U - Wilson Jermaine Heredia, Jesse L. Martin, Anthony Rapp, Adam Pascal
5. Tango: Maureen - Anthony Rapp, Fredi Walker
6. Life Support - Wilson Jermaine Heredia, Jesse L. Martin, Anthony Rapp, Adam Pascal, Gilles Chiasson, Timothy Britten Parker, Rodney Hicks
7. Out Tonight - Daphne Rubin-Vega
8. Another Day - Adam Pascal, Daphne Rubin-Vega
9. Will I? - Gilles Chiasson, Wilson Jermaine Heredia, Jesse L. Martin, Anthony Rapp, Adam Pascal
10. Santa Fe - Wilson Jermaine Heredia, Jesse L. Martin, Anthony Rapp, Adam Pascal
11. I'll Cover You - Wilson Jermaine Heredia, Jesse L. Martin
12. La Vie Boheme - Anthony Rapp, Adam Pascal, Daphne Rubin-Vega, Jesse L. Martin, Wilson Jermaine Heredia, Idina Menzel, Fredi Walker, Taye Diggs
13. I Should Tell You - Adam Pascal, Daphne Rubin-Vega
14. La Vie Boheme B - Anthony Rapp, Adam Pascal, Daphne Rubin-Vega, Jesse L. Martin, Wilson Jermaine Heredia, Idina Menzel, Fredi Walker
15. Seasons of Love - Anthony Rapp, Adam Pascal, Daphne Rubin-Vega, Jesse L. Martin, Wilson Jermaine Heredia, Idina Menzel, Fredi Walker, Taye Diggs, Gwen Stewart, Byron Utley
16. Take Me Or Leave Me - Idina Menzel, Fredi Walker
17. Without You - Daphne Ruben-Vega, Adam Pascal
18. I'll Cover You (Reprise) - Jesse L. Martin, Fredi Walker, Anthony Rapp, Adam Pascal, Idina Menzel, Daphne Rubin-Vega, Taye Diggs
19. What You Own - Anthony Rapp, Adam Pascal
20. Finale B - Daphne Rubin-Vega, Adam Pascal, Fredi Walker, Idina Menzel, Jesse L. Martin, Anthony Rapp
21. Seasons of Love (Arif Mardin's Remix) - Anthony Rapp, Adam Pascal, Daphne Rubin-Vega, Jesse L. Martin, Wilson Jermaine Heredia, Idina Menzel, Fredi Walker, Taye Diggs, Gwen Stewart, Byron Utley